# Adoniram Judson
Adoniram Judson Jr. (9 de agosto de 1788 - 12 de abril de 1850) foi um missionário estado-unidense congregacionalista, e mais tarde Batista, que atuou na Birmânia, atual Myanmar, por quase 40 anos. Aos 25 anos, Adoniram Judson se tornou o primeiro missionário caucasiano protestante enviado da América do Norte à pregar na Birmânia. Sua missão e trabalho com Luther Rice levou à formação da primeira associação batista na América de apoio à missionários.
Às vezes erroneamente referido como o primeiro missionário protestante na Birmânia, foi precedido por James Chater e Richard Mardon (que chegaram em 1807), bem como por Felix Carey. No entanto, uma vez que esses predecessores não permaneceram um longo período, e por Judson ter traduzido a Bíblia para o birmanês, bem como ter estabelecido várias igrejas batistas na Birmânia, ele é lembrado como o primeiro missionário significativo na Birmânia, bem como um dos primeiros missionários da América à viajar para o exterior.

## Início de Vida
Judson nasceu no dia 9 de agosto de 1788, na cidade de Malden, Condado de Middlesex, Massachusetts, filho do pastor congregacional Adoniram Judson e Abigail. Foi ateu por um certo período de sua vida. Após fazer estudos na atual Universidade Brown, entre os 17 e os 19 anos, ingressou no Seminário Teológico de Andover para estudos. Enquanto estudava na faculdade, ele conheceu um jovem chamado Jacob Eames, um deísta cético devoto. Judson e Eames desenvolveram uma forte amizade, levando ao abandono de Judson de sua fé infantil e instrução religiosa dos pais. Durante este tempo, Judson abraçou os escritos dos filósofos franceses.
A forma de pensar de Judson foi abalada quando seu amigo Eames ficou violentamente doente e morreu. O choque da notícia da morte de Eames devolveu a Judson a fé de sua juventude, embora já estivesse no Seminário Teológico de Andover. Em 1808, Judson "fez uma solene dedicação de si mesmo a Deus". Durante seu último ano na escola, Judson decidiu entrar em uma carreira missionária.
Em 1810, Judson se juntou a um grupo de estudantes missionários que se chamavam "The Brethren" ("Os irmãos"). Os alunos inspiraram o estabelecimento da primeira sociedade missionária organizada dos Estados Unidos.[carece de fontes?]  Ansioso para servir no exterior, Judson ficou convencido de que "a Ásia com suas miríades idólatras, era o campo mais importante do mundo para o esforço missionário". Ele e outros três estudantes do seminário, compareceram ante à Associação Geral dos Congregacionalistas para pedir apoio. Em 1810, impressionado pela cortesia e sinceridade dos quatro homens, os anciãos votaram para formar o Conselho Americano de Comissários para Missões Estrangeiras.

### Comissionamento e casamento

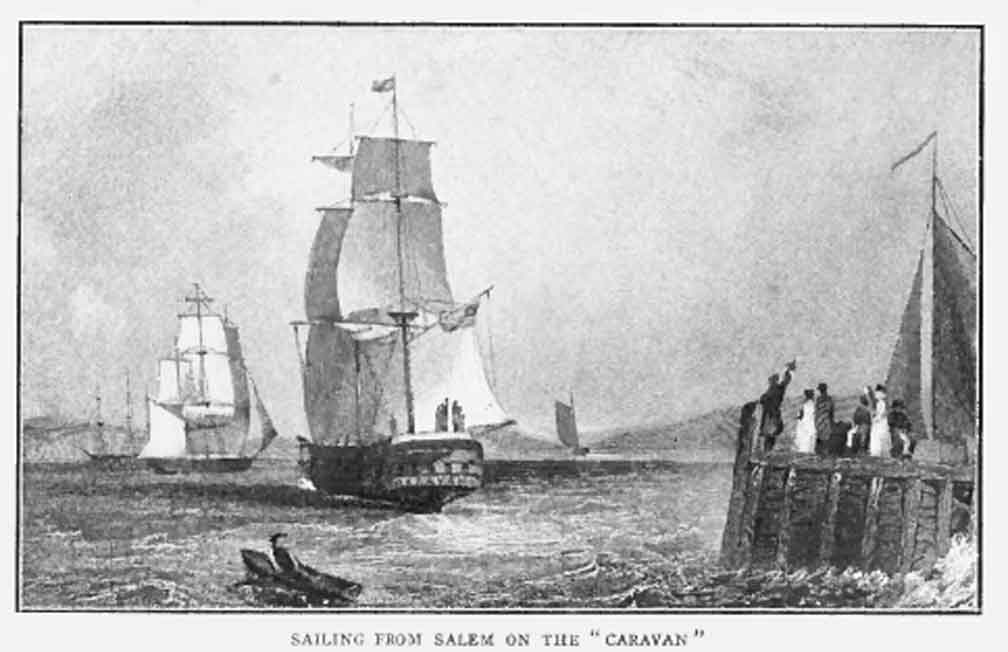
Navegando de Salém na "Caravana"

Em 19 de setembro, Judson foi nomeado pelo Conselho Americano de Comissários para Missões Estrangeiras como missionário no Oriente. Judson também foi comissionado pela Igreja Congregacional e logo se casou com Ann Hasseltine em 5 de fevereiro de 1812, em Bradford. Ele foi ordenado no dia seguinte na Igreja do Tabernáculo de Salém. Em 19 de fevereiro, ele embarcou a bordo do barco Caravana com Luther Rice, Samuel e Harriett Newell e sua esposa, Ann (conhecida como "Nancy") Judson.

## Experiência do Ministério

### Viagem para a Índia
A família Judson chegou a Calcutá em 17 de junho de 1812. Enquanto ainda estava a bordo do navio em direção à Índia, ele fez um estudo focado na teologia do batismo. Ele chegou à conclusão de que o batismo do crente era teologicamente válido e deveria ser feito como uma questão de obediência ao comando de Jesus (Mateus 28:19-20).
Em 6 de setembro de 1812, ele se tornou batista junto com sua esposa e eles foram batizados por imersão em Calcutá por missionário inglês, sócio de William Carey, chamado William Ward.
As autoridades locais e britânicas não queriam que os americanos evangelizassem os hindus na área, de modo que o grupo de missionários se separou e buscou outros campos missionários. Eles foram ordenados fora da Índia pela Companhia Britânica das Índias Orientais, a quem os missionários americanos eram ainda menos bem-vindos do que os britânicos (foram batizados em setembro e já em junho, os Estados Unidos declararam guerra à Inglaterra). No ano seguinte, em 13 de julho de 1813, Adoniram e os outros se mudaram para a Birmânia e, no caminho, Ann Judson abortou seu primeiro filho a bordo do navio.
Judson se ofereceu aos batistas nos Estados Unidos para servir como missionário. Luther Rice, que também se converteu, estava com pouca saúde e retornou à América onde seu trabalho e insistência resultaram na formação, em 1814, da primeira denominação batista nacional nos Estados Unidos para missões estrangeiras (comumente chamada de Convenção Trienal) e isso se desenrolou na criação da União Americana dos Missionários Batistas.

### Missionários na Birmânia
Foi outro ano difícil antes que os Judsons finalmente alcançassem o destino pretendido, a Birmânia. Sendo a Birmânia budista, Judson foi informado pelos batistas de Serampore de que o país era impermeável ao evangelismo cristão. Judson, que já conhecia latim, grego e hebraico, imediatamente começou a estudar a gramática birmanesa, mas demorou três anos para aprender a falar. Isto foi devido, em parte, à diferença radical de estrutura entre o birmanês e às línguas ocidentais. Ele encontrou um tutor e passou doze horas por dia estudando a linguagem. Ele e sua esposa se dedicaram firmemente a entender a língua birmanesa.
Durante este período, eles estavam quase inteiramente isolados do contato com qualquer europeu ou americano. Quatro anos se passaram antes que Judson se atrevesse a realizar um serviço semi-público. No início, ele tentou se adaptar aos costumes birmaneses usando um manto amarelo para se marcar como professor de religião, mas logo mudou para branco para mostrar que ele não era um budista. Então, ele desistiu de toda tentativa e decidiu que, independentemente do vestido, nenhum birmanês o identificaria como um estrangeiro.
Ele aprendeu alguns costumes birmaneses e construiu um zayat (um costumeiro abrigo de bambu), na rua perto de sua casa, como sala de recepção e local de encontro para homens birmaneses. Quinze homens chegaram a sua primeira reunião pública em abril de 1819. Ele ficou encorajado, mas suspeitava de que eles vieram mais por curiosidade do que qualquer outra coisa. A atenção deles divagou, e logo pareciam desinteressados. Dois meses depois, ele batizou seu primeiro convertido birmanês, Maung Naw, um carpinteiro de 35 anos das tribos do monte.
As primeiras tentativas dos Judsons de criar interesse nos nativos de Rangum com o Evangelho de Jesus encontraram quase nenhum resultado. As tradições budistas e a visão do mundo birmanês naquela época levaram muitos a ignorar os argumentos de Adoniram e sua esposa para acreditar em um Deus vivo e poderoso. Para aumentar o desânimo, o segundo filho, Roger William Judson, morreu aos quase oito meses de idade.
Judson completou a tradução dos Grammatical Notices of the Burman Language (Avisos Gramaticais da Língua Birmanesa, em tradução livre) no mês de julho e do Evangelho de Mateus, em 1817. Judson iniciou a evangelização pública em 1818, sentado em um zayat à beira da estrada, chamando "Ho! Everyone that thirsteth for knowledge!" ("Ho! Todo mundo que tem sede de conhecimento!").[carece de fontes?] O primeiro crente foi batizado em 1819, e havia 18 crentes em 1822.
Em 1820, Judson e um colega missionário chamado Colman tentaram apelar ao imperador da Birmânia, o rei Bagyidaw, na esperança de que ele concedesse liberdade aos missionários para pregar e ensinar em todo o país, além de remover a sentença de morte que foi dada para os birmaneses que mudassem de religião. Bagyidaw desconsiderou seu apelo e jogou um dos seus folhetos evangélicos para o chão depois de ler algumas linhas. Os missionários voltaram para Rangum e se encontraram com a igreja incipiente para considerar o que fazer a seguir. O progresso do cristianismo continuaria a ser lento com muito risco de ameaça e morte no Império birmanês.
Levou 12 anos para os Judsons realizarem 18 conversões. No entanto, havia muito para encorajá-lo. Ele escreveu um livro de gramática do idioma (que ainda está em uso hoje) e começou a traduzir a Bíblia.
Sua esposa, Ann, era ainda mais fluente na língua falada das pessoas do que seu marido mais acadêmico. Ela fez amizade com a esposa do vice-rei de Rangum, tão rápido quanto os trabalhadores e mulheres analfabetas.
Uma impressora foi enviada de Serampore e um missionário, George H. Hough, que chegou da América com sua esposa em 1817, produziu os primeiros materiais impressos em birmanês, impressos na Birmânia, que incluíram 800 cópias da tradução de Judson sobre a Evangelho de Mateus. O cronista da igreja, Maung Shwe Wa, conclui esta parte da história: "Assim nasceu a igreja em Rangum - o açougueiro e o pescador, os pobres e os ricos, homens e mulheres. Um viajou todo o caminho para Cristo em três dias, outro levou dois anos. Mas uma vez que eles decidiram por Cristo, eram deles para sempre.".[carece de fontes?]
Um dos primeiros discípulos foi U Shwe Ngong, um professor e líder de um grupo de intelectuais insatisfeitos com o budismo, atraídos pela nova fé. Ele era um cético deísta cuja mente à pregação de Judson, uma vez que ele mesmo era o cético da faculdade, era um desafio singular. Após ele aceitar a pregação, ele assegurou a Judson que estava pronto para acreditar em Deus, Jesus Cristo, e a expiação.
Judson, ao invés de recebê-lo para a fé, pressionou-o perguntando se ele acreditava no que ele havia lido no evangelho de Mateus que Jesus, o filho de Deus, morreu na cruz. U Shwe Ngong sacudiu a cabeça e disse: "Ah, você me pegou agora. Eu acredito que ele sofreu a morte, mas não posso acreditar que ele sofreu a morte vergonhosa na cruz."[carece de fontes?] Pouco depois, ele voltou dizendo a Judson: "Confiei na minha própria razão, não na palavra de Deus... Eu agora acredito na crucificação de Cristo porque está contida na Escritura".
A essência da pregação de Judson era uma combinação de convicção da Verdade com a racionalidade da fé cristã, firme crença na autoridade da Bíblia e determinação de tornar o cristianismo relevante para a mente birmanesa sem violar a integridade da verdade cristã, ou, como ele disse: "pregar o evangelho, não o anti-budismo".
Em 1823, dez anos após sua chegada, a pequena igreja cresceu para 18, e Judson finalmente terminou o primeiro rascunho de sua tradução de todo o texto do Novo Testamento em birmanês.

### Guerra Anglo-Birmanesa (1824-1826)
Dois grandes desejos irreconciliáveis desencadearam a Primeira Guerra Anglo-Birmanesa de 1824: o desejo da Birmânia por mais território e o desejo da Grã-Bretanha por mais comércio. A Birmânia ameaçava Assam e Bengala; Grã-Bretanha respondeu atacando e anexando duas províncias birmanesas em suas explorações da Índia para ampliar suas rotas comerciais para o Leste Asiático. A guerra foi uma dura interrupção do trabalho missionário dos batistas. Os americanos de língua inglesa foram facilmente confundidos com o inimigo e suspeitos de espionagem.
Judson foi preso por 17 meses durante a guerra entre o Reino Unido e a Birmânia, primeiro em Ava e depois em Aung Pinle. Judson e Price foram violentamente presos. Oficiais liderados por um executor oficial explodiram a casa de Judson, jogaram ele no chão em frente a sua esposa, amarraram-no com algemas de tortura e o arrastaram para a infame prisão mortal de Ava.
Doze meses agonizantes depois, Judson e Price, juntamente com um pequeno grupo de prisioneiros ocidentais sobreviventes, marcharam por terra, descalços e doentes, por mais seis meses de miséria em uma vila primitiva perto de Mandalay. Dos sipais prisioneiros de guerra britânicos presos com eles, todos (com exceção de um) morreram.
Os sofrimentos e brutalidades daqueles 20 longos meses e dias de prisão, com fome, com amarrações de ferro, e às vezes atado e suspendido por seus pés mutilados com apenas cabeça e ombros tocando no chão, são descritos em detalhes por sua esposa, pouco depois do seu lançamento.
Ann foi talvez o modelo maior de coragem suprema. Desconfiada de todas as ameaças contra si mesma, deixada sozinha como a única mulher ocidental em uma monarquia absoluta e anti-cristã em guerra com o Ocidente, assediante de febres raivosas e amamentando um pequeno bebê que seu marido ainda não tinha visto, ela correu de escritório para escritório tentando desesperadamente manter seu marido vivo e ganhar sua liberdade.
O fim da guerra deveria ter sido um momento de alegria para a missão. Assim que seu marido foi libertado pelos birmaneses, Ann escreveu que um bom resultado da guerra poderia ser que os termos do tratado que cedeu as províncias birmanesas aos britânicos poderiam proporcionar a oportunidade de expandir o testemunho da missão para partes não alcançadas do país.
Em 24 de outubro de 1826, Ann morreu em Amherst (hoje Kyaikkami), na Birmânia, vítima dos longos e terríveis meses de doença, morte, estresse e solidão que tinha sentido por 21 meses. O terceiro filho morreu seis meses depois. Ela morreu enquanto seu marido estava explorando a província cedida de Tenasserim. Foi nas colinas selvagens daquela nova província britânica de Tenasserim que começaram os primeiros sinais de crescimento rápido no cristianismo protestante na Birmânia. Depois de alguns anos após o fim da guerra, a adesão batista duplicou de oito em oito anos, em média, durante 32 anos entre 1834 e 1866.
O colapso dos exércitos da Birmânia trouxe Judson para fora da prisão, mas sua libertação não era uma liberdade completa. Em 1826, vários meses após a rendição, a Birmânia pressionou Judson no serviço como tradutor para as negociações de paz. Alguns usaram a aceitação de Judson como um papel nas negociações do tratado como evidência de cumplicidade no imperialismo, mas deve-se notar que ele atuou pela primeira vez em nome dos birmaneses derrotados como tradutor, não para os vencedores ocidentais.
Três fatores significativos tiveram parte, embora não a única parte, no surgimento das igrejas batistas birmanesas. A maior parte do crescimento era em território britânico, em vez do reino governado pela Birmânia. Também pode ser significativo que, depois de uma guerra anglo-birmanesa, os missionários fossem americanos e não britânicos. O fator mais importante foi a religião. A maior parte do crescimento veio de tribos animistas, e não do grupo populacional principal, o birmanês budista. O primeiro pastor birmanês que ele ordenou foi Ko-Thah-a, um dos grupos originais de convertidos, que refundou a igreja em Rangum.

### Apóstolo Karen
Enquanto a nação era birmanesa, uma província perdida da Grã-Bretanha, e os missionários eram americanos, o apóstolo daquele primeiro avanço evangelístico numericamente significativo não era nem birmanês, nem britânico e muito menos americano. Ele era o karen Ko Tha Byu. O crédito é devido também aos três missionários pioneiros do povo Karen, George Boardman e sua esposa, Sarah; e Adoniram Judson.

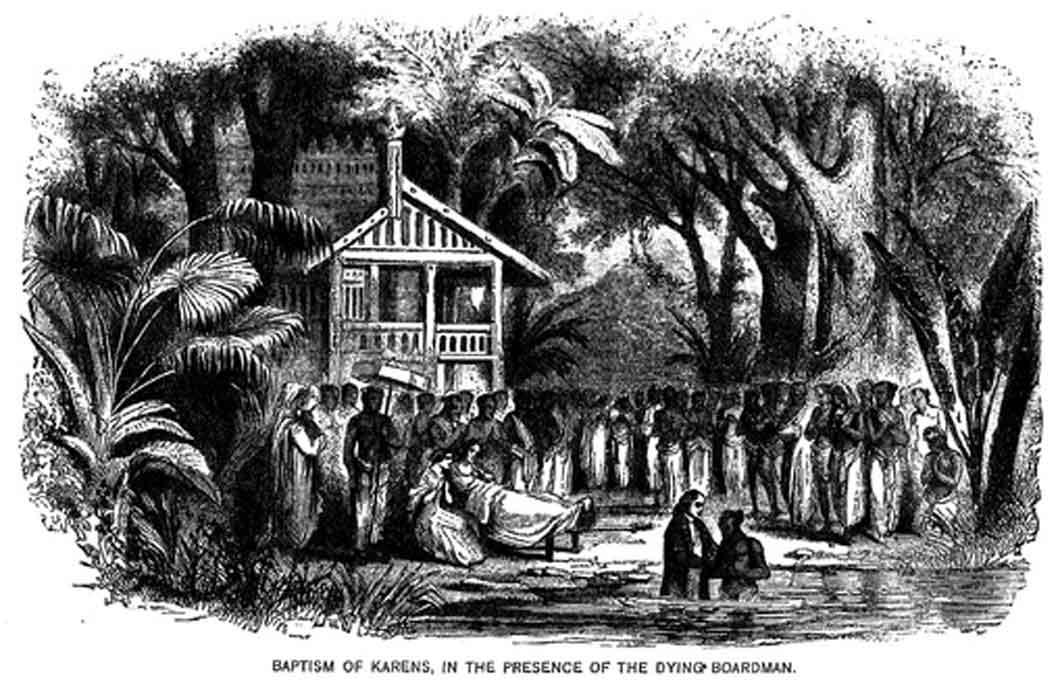
Batismo do povo Karen na presença do moribundo George Boardman

O povo Karen era um primitivo e perseguido grupo minoritário de ancestrais tibeto-birmaneses espalhados nas florestas e selvas do Rio Salween e nas colinas ao longo da costa sudeste. Judson foi o primeiro missionário a fazer contato com eles em 1827, quando resgatou e libertou um escravo da dívida de um de seus primeiros convertidos. O escravo libertado, Ko Tha Byu, era um homem analfabeto e ranzinza que não falava quase nenhum birmanês e era considerado não apenas um ladrão, mas também um assassino que admitia ter matado pelo menos 30 homens, mas não conseguia lembrar quantos mais.
Em 1828, o ex-bandido Karen "cujo áspero, indisciplinado gênio, energia e zelo para com Cristo"[carece de fontes?] tinha pego a atenção dos missionários, foi enviado ao sul com um novo casal de missionários, os Boardmans, no território da Karen fortemente animista, não-budista. Ko Tha Byu foi logo batizado, quando ele partiu para a selva sozinho para pregar para seus companheiros da tribo. Surpreendentemente, ele os encontrou preparados para sua pregação. Suas antigas tradições de oráculos, transmitidas por séculos, continham alguns ecos surpreendentes do Antigo Testamento que alguns estudiosos conjecturam como uma ligação com as comunidades judaicas (ou possivelmente até Nestorianos), antes de suas migrações do oeste da China para a Birmânia, talvez já no século XII.
O núcleo do que eles chamavam de "Tradição dos Anciões" era a crença em um Deus imutável, eterno e todo-poderoso, criador do céu e da terra, do homem e da mulher formada por uma costela tirada do homem.[carece de fontes?] Eles acreditavam na tentação da humanidade por um demônio, e sua queda, e que algum dia um messias viria em seu socorro. Eles viviam na expectativa de uma profecia que os estrangeiros brancos lhes trariam num pergaminho sagrado.
Enquanto os Boardman e Ko Tha Byu penetravam nas selvas ao sul, Judson sacudiu um cerco paralisante de depressão que o tinha derrubado após a morte de sua esposa e saiu sozinho em longas viagens de canoa pelo rio Salween até às selvas infestadas de tigres para evangelizar o norte de Karen. Entre viagens, ele trabalhou incessantemente em seu objetivo ao longo da vida de traduzir toda a Bíblia em birmanês. Quando ele finalmente terminou, em 1834, ele havia trabalhando nisso por 24 anos. Foi impresso e publicado em 1835.
Em abril do mesmo ano, ele se casou com Sarah Hall Boardman, viúva do colega missionário George Boardman. Eles tiveram oito filhos, cinco dos quais sobreviveram até a idade adulta. A saúde de Sarah começou a falhar e os médicos recomendaram um retorno à América. Sarah morreu a caminho de Santa Helena em 1 de setembro de 1845. Ele continuou em casa, onde foi recebido como uma celebridade e visitou a costa leste, levantando o perfil e o dinheiro para a atividade missionária. Porque ele mal podia falar mais que um sussurro, devido a uma doença pulmonar, seus endereços públicos foram feitos para falar com um assistente, que, em seguida, abordaria o público.
Em 2 de junho de 1846, Judson se casou pela terceira vez com a escritora Emily Chubbuck, a quem tinha encomendado a escrita de memórias para Sarah Hall Boardman. Eles tiveram uma filha, nascida em 1847.
Judson viveu para aprovar e receber as primeiras mulheres solteiras como missionárias para a Birmânia. Uma regra geral da missão tinha até então impedido tais nomeações. Judson disse que era "provavelmente uma boa regra, mas nossas mentes não deveriam ser fechadas"[carece de fontes?] para fazer exceções. As duas primeiras exceções foram extraordinárias.
Sarah Cummings e Jason Tuma chegou em 1832. Cummings provou seu vigor, escolhendo trabalhar sozinho com evangelistas Karen no malárico Rio Salween, no vale de Moulmein, mas depois de dois anos ela morreu de febre.
Em 1835, uma segunda mulher solteira, Eleanor Macomber, após cinco anos de missão aos índios Ojíbuas em Michigan, juntou-se à missão na Birmânia. Sozinha, com a ajuda de assistentes evangelísticos de Karen, ela plantou uma igreja em uma remota aldeia de karens e a cultivou até o ponto em que ela poderia ser colocada sob os cuidados de um missionário comum. Ela viveu lá cinco anos e morreu de febre na selva.
Judson desenvolveu uma doença pulmonar grave e os médicos prescreveram uma viagem marítima como cura. Em 12 de abril de 1850, ele morreu aos 61 anos a bordo do navio na Baía de Bengala e foi sepultado no mar, tendo passado 37 anos no serviço missionário no exterior com apenas uma viagem de volta para a América. Um memorial a Judson foi construído em Burial Hill, em Plymouth, Massachusetts.

## Legado

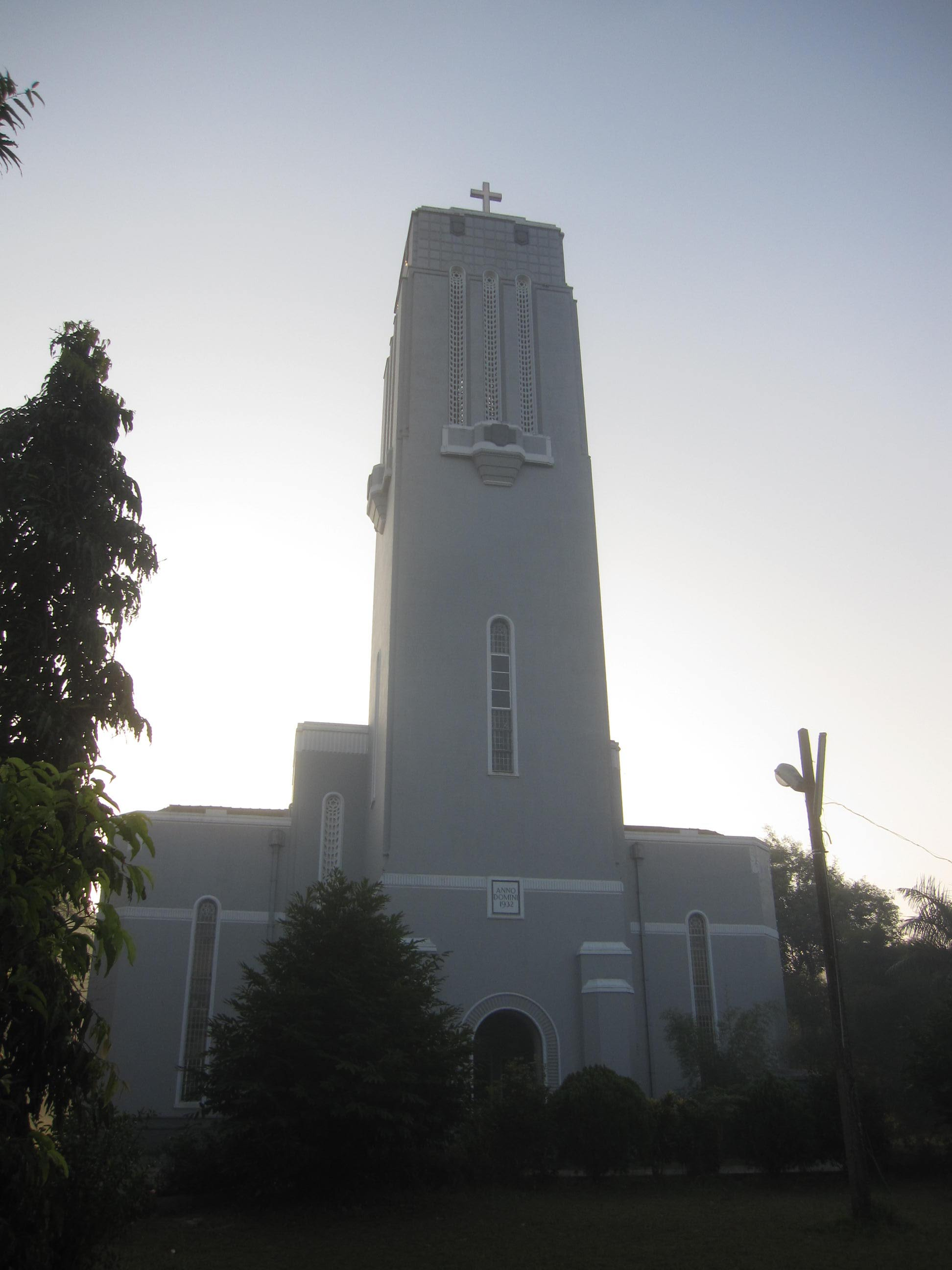
Igreja de Judson, Universidade de Rangum.

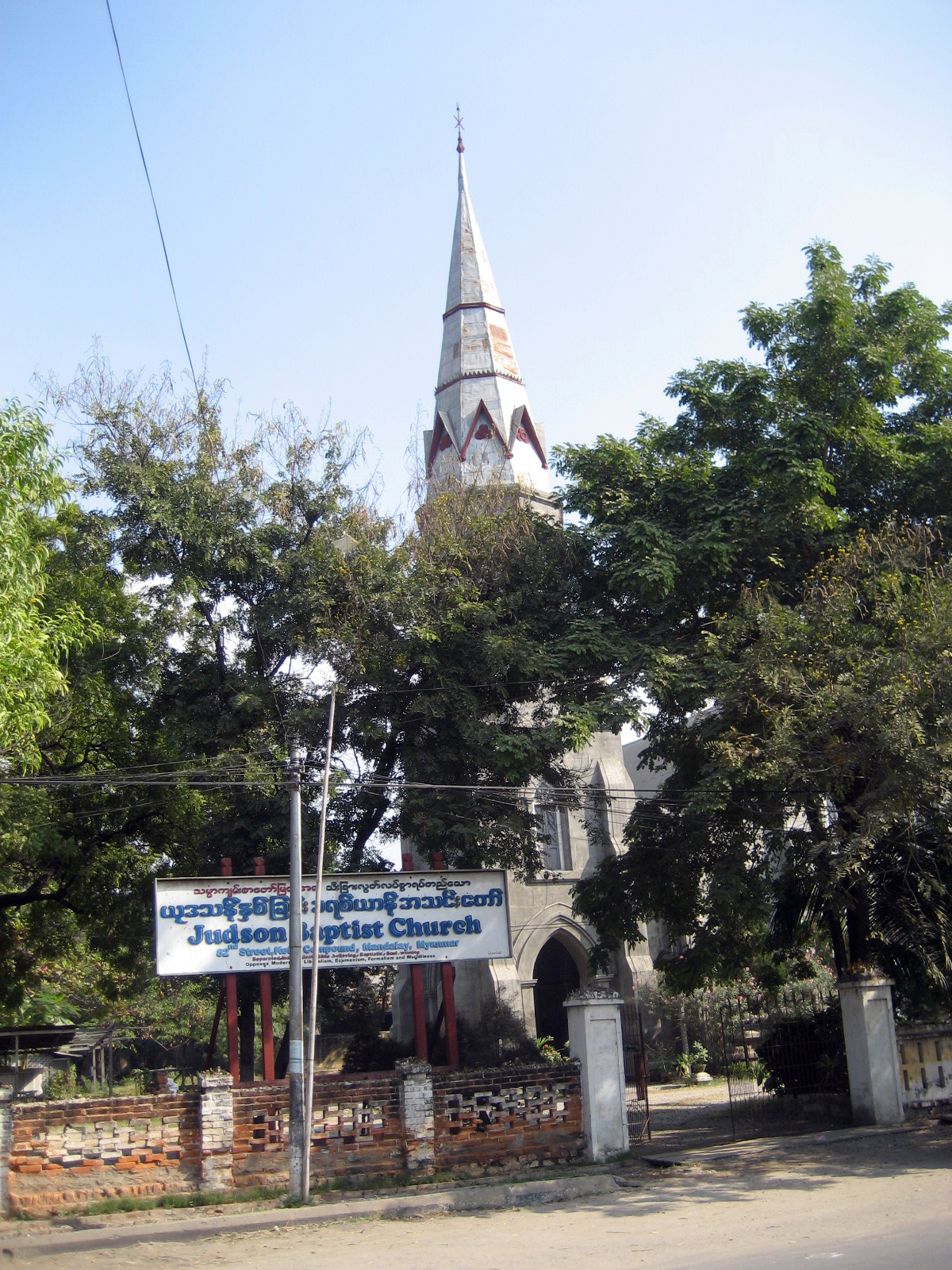
Judson Memorial Baptist Church, em Mandalay, Myanmar.

Quando Judson começou sua missão na Birmânia, ele estabeleceu a meta de traduzir a Bíblia e fundar uma igreja de 100 membros antes de sua morte. Na época de sua morte, ele havia cumprido essas metas e muito mais: deixou a Bíblia traduzida, bem como um dicionário birmanês-inglês incompleto (discutido abaixo), 100 igrejas e mais de 8.000 crentes. Em grande parte devido à sua influência, Mianmar tem o terceiro maior número de batistas em todo o mundo, atrás dos Estados Unidos e da Índia. A maioria dos adeptos é Karen e Kachin.
Judson compilou o primeiro dicionário birmanês-inglês; O missionário E. A. Steven completou a metade inglês-birmanesa. Todos os dicionários e gramáticas escritos na Birmânia nos últimos dois séculos foram baseados nos originais criados por Judson. Adoniram "tornou-se um símbolo da preeminência da tradução da Bíblia para" missionários protestantes. Na década de 1950, o primeiro-ministro budista da Birmânia, U Nu, disse ao Conselho Cristão de Mianmar: "Oh não, uma nova tradução não é necessária. Judson captura perfeitamente a língua e o idioma do birmanês e é muito claro e compreensível." Sua tradução continua a ser a versão mais popular em Mianmar.
Todo mês de julho, igrejas batistas em Mianmar celebram o "Dia de Judson", comemorando sua chegada como missionário. Dentro do campus da Universidade de Rangum está a Judson Church (Igreja de Judson), nomeada em sua homenagem, e em 1920 a Judson College, nomeado em sua homenagem, fundiu-se com a Rangoom College, que desde então foi renomeada Universidade de Rangum. Uma universidade americana foi nomeada em sua homenagem: a Judson University, fundada em Elgin, Illinois, em 1963, quando o Judson College foi separado do Northern Baptist Theological Seminary (Seminário Teológico Batista do Norte), que se mudou de Chicago para Lombard, Illinois. Este American Judson College tornou-se a Universidade Judson em 2007 e agora também tem um campus em Rockford, Illinois.
A mudança de Judson para a validade do batismo do crente e a necessidade subsequente de apoio levaram à fundação da primeira organização batista nacional nos Estados Unidos e subsequentemente a todas as associações batistas americanas, incluindo os Batistas do Sul que foram os primeiros a se separarem da organização nacional. A publicação das cartas de sua esposa Ann sobre sua missão inspirou muitos americanos a se tornarem ou apoiarem missionários cristãos. Pelo menos 36 igrejas batistas nos Estados Unidos são nomeadas em homenagem a Judson, bem como a cidade de Judsonia, Arkansas. O Judson College, no Alabama, tem o nome de sua esposa Ann e um dormitório na Maranatha Baptist University leva seu nome para inspirar jovens ministros. A União Cristã é proprietária e opera um centro de ministério com o seu nome em sua graduação na Universidade de Brown. Seu seminário alma mater, Seminário Teológico de Andover, (hoje Escola Teológica de Andover Newton), nomeou seu prêmio anual de prestígio como Judson Award.
Judson é homenageado com um dia de festa no calendário litúrgico da Igreja Episcopal (EUA) em 12 de abril.
Judson Harmon, ex-governador de Ohio, foi nomeado em sua homenagem.
Na Segunda Guerra Mundial, o navio de liberdade dos Estados Unidos SS Adoniram Judson foi nomeado em sua homenagem.

## Trabalhos publicados
- Bíblia birmanesa, bem como porções publicadas antes de todo o texto ser traduzido.
- Um dicionário birmanês-inglês (porção birmanesa-inglesa completada postumamente)
- Uma Gramática birmanesa
- Dois hinos: Our Father, God, Who art in Heaven (Pai Nosso, Deus, que estás no Céu) e Come Holy Spirit, Dove Divine (Vem Espírito Santo, Pomba Divina)